# Kees den Engelse
Cornelis (Kees) den Engelse (Lage Zwaluwe, 25 juni 1925 – Zutphen, 24 maart 2009) was een Nederlands politicus van de CHU en later het CDA.
Hij was 17 toen hij begon aan zijn loopbaan bij de overheid. Hij was aanvankelijk volontair bij de secretarie van de gemeente Hoge en Lage Zwaluwe, maar moest onderduiken gedurende de Tweede Wereldoorlog. Vervolgens bekleedde hij functies in 's Gravenmoer en Gouda, alwaar hij ook trouwde. In 1951 verhuisde het echtpaar naar Bussum, alwaar hij chef Financiën werd. In 1968 ging hij werken bij de gemeente Groningen als waarnemend hoofd van de afdeling Financiën. Daarnaast was hij vanaf 1972 lid van de Provinciale Staten van Groningen. In 1984 ging hij daar, na 42 jaar te hebben gewerkt bij de overheid, vervroegd met pensioen al bleef hij wel Statenlid. Midden 1986 werd Den Engelse waarnemend burgemeester van de gemeente Baflo. Bij de Groningse gemeentelijke herindeling van 1990 ging Baflo op in de nieuwe gemeente Winsum waarmee zijn functie kwam te vervallen. Daarna verhuisde Den Engelse naar de Gelderse dorp Almen. Na een ongelukkige val in 2009 in de buurt van zijn woning werd hij opgenomen in het ziekenhuis in Zutphen. Twee weken later overleed hij daar op 83-jarige leeftijd.
Hij was sinds 1984 ridder in de Orde van Oranje-Nassau.